# De Vennip
 (janvier 2022).
Si vous disposez d'ouvrages ou d'articles de référence ou si vous connaissez des sites web de qualité traitant du thème abordé ici, merci de compléter l'article en donnant les références utiles à sa vérifiabilité et en les liant à la section « Notes et références ».
De Vennip est une ancienne commune, une ancienne île et une ancienne seigneurie des Pays-Bas, sur le territoire de l'actuelle province de la Hollande-Septentrionale (commune de Haarlemmermeer, mais appartenant à la province de la Hollande-Méridionale.
Au Moyen Âge, De Vennip était une seigneurie, et il y avait un manoir. De Vennip était une île (ou une presqu'île) dans le lac du Haarlemmermeer, qui était de plus en plus rognée par les eaux. Au début du XIXe siècle, l'île avait disparu et il n'y avait plus d'habitants. Cependant le territoire fut érigé en commune au début du XIXe siècle, à la création des communes néerlandaises. Entre 1812 et 1817 elle était rattachée à Hillegom, mais à partir de 1817 la commune était à nouveau indépendante, même s'il n'y avait plus d'habitants. Sa superficie était alors de 38,61 km2, dont seulement 1,18 km2 de terre.
Le 15 août 1855, la commune est supprimée et rattachée à Hillegom. 
De nos jours, la ville nouvelle de Nieuw-Vennep, dans le Haarlemmermeer a été appelé d'après cette ancienne commune et île disparue.